# Åmåls SK
Åmåls Sportklubb eller Åmåls SK är en idrottsförening från Åmål i Dalsland som bildades ur Fengersfors IK 1977. Konstisanläggning köptes på auktion från Ystad. Klubben har både ungdomsverksamhet samt seniorlag i seriespel i ishockey. Hemmaarenan heter Åmåls ishall och byggdes 1989.
Sina största framgångar hade man säsongen 1999/2000 då man tog sig till Division 1. Där låg man kvar i 4 säsonger tills man 2004 åkte ner i division 2 igen och där har man förblivit sedan dess.